# Aleksander Guterch
Aleksander Guterch (ur. 16 lutego 1936 w Sękowej, zm. 28 grudnia 2023 w Warszawie) – polski uczony, profesor nauk geograficznych. 

## Życiorys
Specjalizował się w geofizyce i sejsmologii. Członek korespondent krajowy Polskiej Akademii Nauk od 1989 roku, członek rzeczywisty tej instytucji od 1998 roku. Był również członkiem Warszawskiego Towarzystwa Naukowego oraz Polskiej Akademii Umiejętności. Pracownik Zakładu Sejsmicznych Badań Litosfery w Instytucie Geofizyki PAN.
Stopień doktora nauk fizycznych uzyskał w 1969 roku, pięć lat później habilitował się na Akademii Górniczo-Hutniczej w Krakowie. Tytuły profesorskie uzyskiwał kolejno w 1981 (nadzwyczajny) oraz w 1991 (zwyczajny).

## Wybrane prace
Kierownik, promotor i recenzent wielu prac z zakresu geofizyki oraz sejsmologii, w tym:
- Ramowy Narodowy Program Badań Polarnych 2002-2010 – opracowanie
- Struktura skorupy ziemskiej w strefie TESZ wzdłuż profilu sejsmicznego POLONAISE'97 - P2 w północno-zachodniej Polsce
- Sejsmiczne dane refrakcyjne o strukturze skorupy ziemskiej w centralnej części transeuropejskiej strefy szwu (TESZ) na obszarze Polski
- Struktura dolnej litosfery w transeuropejskiej strefie szwu (TESZ) z danych na profilach sejsmicznych POLONAISE'97
- Trójwymiarowe sejsmiczne modelowanie struktury skorupy ziemskiej w rejonie TESZ na podstawie danych z eksperymentu POLONAISE'97
- Sejsmiczna charakterystyka skorupy ziemskiej w strefie przejściowej od Południowego Pacyfiku do Półwyspu Antarktycznego, Zachodnia Antarktyka
- Sejsmiczne sondowania litosfery Basenu Panońskiego - od podłoża do dolnej skorupy
- Modelowanie sejsmicznej struktury skorupy i górnego płaszcza ziemi na podstawie funkcji odbioru
- Trójwymiarowe modelowanie struktury skorupy ziemskiej w strefie kontaktu między Półwyspem Antarktycznym i Południowym Pacyfikiem z danych sejsmicznych

## Nagrody i wyróżnienia
Uhonorowany następującymi nagrodami i wyróżnieniami:
- Zespołową Nagrodą Państwową pierwszego stopnia (1976),
- Nagrodą Prezesa Rady Ministrów (2003),
- Zespołowymi Nagrodami Wydziału III i Wydziału VII PAN (1970–84),
- Krzyżem Kawalerskim Orderu Odrodzenia Polski (1973),
- Krzyżem Oficerskim Orderu Odrodzenia Polski (1998),
- Odznaką Honorową „Bene Merito” Ministra Spraw Zagranicznych RP (2015)